# David Morán
David Jonathan Morán Santos (* 28. Oktober 1985) ist ein salvadorianischer Fußballschiedsrichterassistent. Er steht als dieser seit 2015 auf der Liste der FIFA-Schiedsrichter.

## Karriere
Als Assistent begleitete er neben vielen weiteren Partien unter anderem internationale Spiele bei der U-17-Weltmeisterschaft 2019 sowie zweier Gold Cups. Zur Weltmeisterschaft 2022 wurde er ins Aufgebot der Assistenten berufen.